# Ayakulik
La rivière Ayakulik est un cours d'eau d'Alaska, aux États-Unis situé dans le borough de l'île Kodiak.

## Description
Longue de 28 milles (45 km), elle prend sa source dans un lac à 11 milles (18 km) au sud-sud-ouest de Karluk et coule en direction du sud vers l'océan Pacifique à 2 milles (3 km) au sud-est de l'île Ayakulik, sur la côte ouest de l'île Kodiak.
Son nom local a été référencé en 1852 par le capitaine Tebenkov de la Marine Russe Impériale.

## Sources
- (en) « Ayakulik », Geographic Names Information System